# 水產養殖

全球來自野生捕撈（藍）和水產養殖（綠）的水產總量變遷，數字以百萬噸計

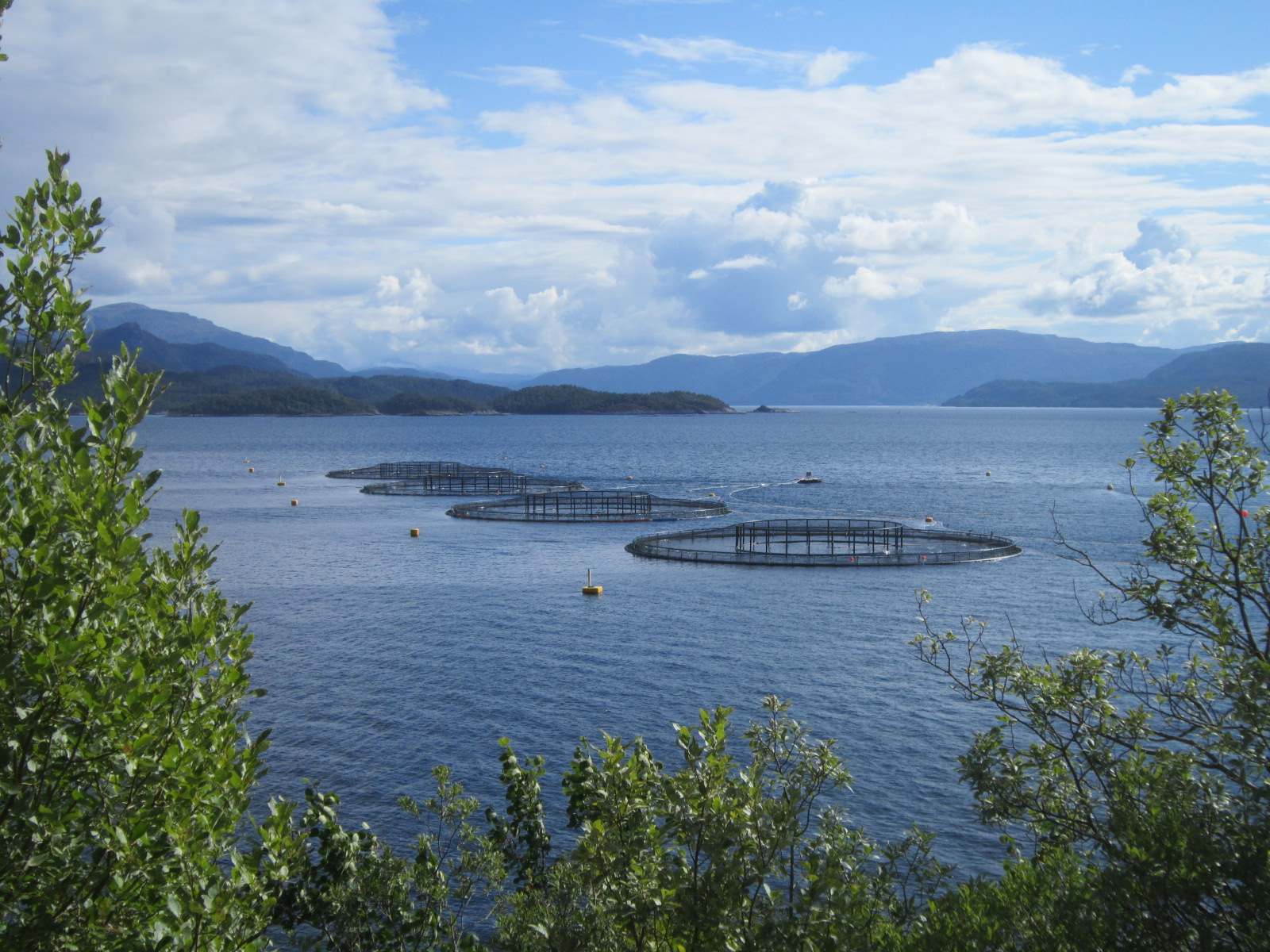
挪威的三文魚養殖場

水產養殖（或稱養殖漁業）是水產業的一種，利用天然水面或人造池塭，放養經濟價值較高之魚類、貝類、甲殼類及藻類等之種苗，施與餌料，驅除病害，使其成長迅速，進而進行人工繁殖之有計劃生產之事業。根據養殖水質的不同，可分為淡水養殖、鹹水養殖及海面養殖三大類。
水产养殖在亚洲（特别是中国）已经有數千年歷史。据传为春秋末期范蠡隐居山东定陶时写下的《养鱼经》是全世界最早的水产养殖专著。
中国大陆养殖渔业以长江、黄河、珠三角流域分布较为密集。之前中国大陆主要以养殖四大家鱼为主，分别为青鱼、草鱼、鲢鱼、鳙鱼。台灣養殖漁業以西南沿海分布最為密集，產值居遠洋漁業之次，常見魚種有虱目魚，牡蠣，文蛤，草蝦，大閘蟹，九孔螺，鰻魚，金目鱸魚，石斑魚。
古罗马人曾在地中海沿岸尝试水产养殖，但规模和成效都很有限。西方国家在20世紀开始發展现代化的水产养殖。水产养殖近年發展非常迅速，1950年以来以每年9%到10%的速度成长。2014年世界水產約有44%来自养殖场。:4以總產量計，水產養殖佔比於2016年增至47%，初次銷售總額約2,320億美元。:22018年水產養殖產量為8,200萬噸，佔總產量的46%，首次銷售額為2,500億美元。
利用盐碱水养殖水产、海鲜技术近年日趋成熟，涵盖了各类水产品种，如虾、蟹、贝类、鱼类等，开辟了盐碱地综合利用新途径。 联合国粮农组织在最近的一份通讯中亦指出，碱性土地是水产养殖发展创新方法和扩大机会的一个领域。

## 主管單位
- 中華民國：農業部漁業署養殖漁業組